# Juanita Castro
Juana de la Caridad „Juanita“ Castro Ruz (* 6. Mai 1933 in Birán, Provinz Holguín, Kuba; † 4. Dezember 2023 in Miami, Florida) war eine kubanisch-US-amerikanische Autorin. Sie war die jüngere Schwester von Fidel und Raúl Castro sowie eine CIA-Agentin.

## Leben
Sie war von 1961 bis 1969 für die CIA tätig, bis sie über Mexiko in die USA emigrierte. Sie lebte seitdem in Little Havana (Miami) im US-Bundesstaat Florida. Im Jahr 2009 veröffentlichte sie eine Autobiografie. Sie starb im Dezember 2023 im Alter von 90 Jahren.

## Schriften (Auswahl)
- Fidel y Raúl, mis hermanos: la historia secreta 2009

## Film
- Andy Warhol: The Life Of Juanita Castro, mit Marie Menken als Juanita Castro; Drehbuch Ronald Tavel, Januar 1965